# Mantisatta
Mantisatta  (лат.) — род аранеоморфных пауков из подсемейства Ballinae в семействе пауков-скакунов (Salticidae). Оба вида этого рода распространены на Филиппинских островах (в Юго-Восточной Азии) и на острове Борнео (в Индонезии).

## Этимология
Научное название рода — Mantisatta, скомбинировано из слова mantis (богомол) (из-за длинных передних лап) и окончания -attus.

## Виды
- Mantisatta longicauda Cutler & Wanless, 1973 — Филиппинские острова
- Mantisatta trucidans Warburton, 1900 — Калимантан